# 일본의 자동차 산업
일본의 자동차(일본어: 日本車)는 일본에서 생산되는 자동차 또는 일본에 근거지를 둔 브랜드가 만드는 자동차를 말한다. 광의적으로는 이륜차를 포함하는 경우도 있으나, 여기서는 이륜차 이외의 일반적인 자동차에 대해 기술한다.

## 개요
세계의 신흥 시장 14개 지역의 이미지 조사에서 질이 좋다고 생각되는 일본 제품으로 일본의 자동차가 뽑혔다. 미국의 소비자 단체의 추천 차종으로 일본의 자동차가 뽑히기도 한다.
자동차 생산 기업으로는 도요타(Toyota), 닛산(Nissan), 다이하쓰, 마쓰다, 미쓰비시, 스바루, 스즈키, 이스즈, 혼다 등이 있다. 닛산 자동차는 르노-닛산 얼라이언스의 일원이며, 미쓰비시 자동차는 닛산 자동차의 자회사이다. 또한 토요타 자동차는 스바루 자동차의 모회사인 후지 중공업의 대주주이다.

## 애니메이션
- 초속변형 자이로제타

## 만화
- 초속변형 자이로제타

## 같이 보기
- 자동차
- 토요타 자동차